# Waterlandkerkje
Waterlandkerkje (Zeeuws: ‘t Kèrkje) is een dorp in de gemeente Sluis, in de Nederlandse provincie Zeeland. Het dorp bevindt zich in de regio Zeeuws-Vlaanderen. Het dorp, gelegen aan de weg Oostburg-IJzendijke (N676), heeft 490 inwoners (2023).
Waterlandkerkje is regionaal vooral bekend door de vele kerkconcerten die er worden gegeven en de "Meerminnefeesten", die ieder jaar in het weekend na Pinksteren worden georganiseerd.

## Geschiedenis
Waterlandkerkje ontstond in 1669 als nederzetting rond een kerk. Het gehucht werd 't Kerkje genoemd, zoals de dorpsbewoners nog altijd doen. In 1796 kreeg het dorp de naam Waterland, rond 1820 werd dit veranderd in de huidige naam, om verwarring met het 5 kilometer zuidelijker gelegen Belgische dorp Waterland-Oudeman te voorkomen.
Waterlandkerkje werd als een van de weinige dorpen in West-Zeeuws-Vlaanderen gespaard in de Tweede Wereldoorlog. Na de bevrijding werden er dan ook mensen uit de omgeving opgevangen, van wie er veel in het dorp bleven wonen.
In de jaren zestig van de 20e eeuw braken moeilijke tijden voor het dorp aan. Door een gebrek aan nieuwbouwwoningen trokken jonge gezinnen er weg en veel oude huizen werden verkocht als vakantiewoningen. Na 1970, toen de zelfstandige gemeente Waterlandkerkje bij Oostburg werd gevoegd, werden er weer nieuwe woningen gebouwd en werd het industrieterrein uitgebreid om het dorp een impuls te geven. De gemeente Oostburg is door een gemeentelijke herindeling in 2003 op haar beurt opgegaan in de gemeente Sluis. Bron: http://www.waterlandkerkje.com

## Meermin
In het wapen van Waterlandkerkje is een zeemeermin afgebeeld. Deze is afkomstig van het wapen van het Huis Lauweryn, dat het initiatief nam tot herinpoldering van dit gebied. Later heeft men een legende bedacht om deze zeemeermin te verklaren. Deze legende belicht de rivaliteit tussen het stadje Oostburg en het veel grotere, maar dunbevolkte, gebied ten oosten daarvan, dat de gemeente Waterlandkerkje vormde: Een visser uit Oostburg ving, na een dag vruchteloos vissen, een zeemeermin in zijn netten. Zij smeekte hem haar terug te laten keren naar de zee, maar de visser wilde geld met haar verdienen door haar op de markt in Oostburg tentoon te stellen. Er kwam juist een voerman uit Waterlandkerkje voorbij die van een afstand getuige was van het voorval. Hij rende erop af, gooide de visser in het water en bevrijdde de zeemeermin, die onder water dook en wegzwom. Inmiddels waren boeren en arbeiders die in de buurt aan het werk waren op de consternatie afgekomen. Toen verscheen de meermin, Hildegonda geheten, opnieuw en sprak een profetie uit: Waterlandkerkje zou nog lang een klein dorp blijven, maar eens zouden de Kerkjenaren het dorp in eendracht tot groei en bloei brengen. Daarna verdween Hildegonda, niemand heeft haar ooit nog gezien.

## Wapen en vlag
Het wapen van Waterlandkerkje bevat een uit groen-witte golven komende zeemeermin die op een gouden hoorn blaast, een verwijzing naar de sage over de meermin Hildegonda. Het schildhoofd is van zilver, beladen met een blauwe letter W. Het werd op 15 december 1819 bevestigd als gemeentewapen.
De vlag bestaat uit drie horizontale banen van blauw, wit en groen, de kleuren van het wapen. Ze werd op 16 december 1958 door de gemeenteraad ingesteld.

## Bezienswaardigheden
- Hervormde kerk met beeld van dominee Stuerbout

## Natuur en landschap
Waterlandkerkje ligt in een zeekleipoldergebied op een hoogte van ongeveer 2 meter. In de omgeving vindt men kreken, zoals de Blontrok en het Groote Gat. In het zuiden vindt men de Passageule die eertijds ook een militaire betekenis had.

## Trivia
- In 2005 belandde Waterlandkerkje op de tweede plaats bij een verkiezing van 'de mooiste plaatsnaam van Nederland', de winnaar was het Groningse dorp Doodstil.

## Nabijgelegen kernen
Oostburg, IJzendijke, Sint-Margriete, Waterland-Oudeman